# Facydes nigroguttatus
Facydes nigroguttatus là một loài tò vò trong họ Ichneumonidae.